# Pneumatologia
Pneumatologia è un termine greco che deriva da πνεῦμα (pneuma=spirito) e λόγος (logos=discorso, studio) che letteralmente significa scienza dello spirito. Viene utilizzato per indicare la disciplina che studia le sostanze spirituali ed il loro principio vitale; indica sia una branca della filosofia, sia una branca della teologia cristiana che studia la dottrina dello Spirito Santo.
Sebbene siano di stessa etimologia, il termine non va confuso né con pneumologia (branca della medicina che si occupa delle vie respiratorie) né con pneumatomachia (corrente eretica del IV secolo).

## Filosofia e spiritualità
La pneumatologia, intesa come lo studio generico delle "sostanze spirituali", cioè lo spirito, diventa quindi uno studio molto vasto, cui i concetti filosofici e teologici sulla definizione di "spirito" si intrecciano a più riprese lungo i secoli. Nella spiritualità e nelle filosofie dell'estremo Oriente si usavano termini come namas, una voce Hindi per indicare l'inchino o la riverenza allo spirito divino interiore di ogni individuo. Oppure l'atman, che si poteva definire sommariamente come "energia spirituale interiore individuale" e che si doveva tentare di fondere con Brahman, la grande energia universale.
Un concetto di "spirito" ripreso anche dal buddhismo, sommariamente tradotto col termine di "buddhità interiore".
Nella filosofia della Grecia classica, il semplice concetto di pneuma=soffio, respiro, alito, si sviluppò presto nel concetto di anima-psyche (anch'esso legato al significato di vento, soffio, respiro), e da quest'ultimo non più ristretto alla sola natura fisica umana.
La separazione più netta tra pneuma e psyche si ebbe con Socrate e soprattutto con Platone, a partire dal 400 a.C. circa. In merito alla natura di entità a metà strada tra Uomo e Dio, inizialmente si partì da un concetto simile a quello di "genio sovraumano" "energia al di sopra" o "al di fuori" dell'essere umano, che fu chiamato entità daimon-demon, significato che non va confuso con connotazioni negative successive.
Parimenti, il soffio, il respiro di carattere divino e divinizzante assunse invece il nome di pneumata, pneumatos, ad indicare un "essere", una "entità" un "soffio" separato dalla nostra dimensione e vita umana, e poi concepita, nella sua accezione dualistica, in "spirito benigno" e "spirito maligno", ad esempio come entità angeliche nel Bene, e demoniache nel Male.
Lo stoicismo ellenico del 300 a.C. lo definì come principio attivo di natura spirituale, aggiungendolo come elemento ai quattro conosciuti allora in natura (acqua, aria, terra, fuoco).
Così anche gli gnostici cominciarono a separare l'uomo iliaco (ileo=corpo, involucro materiale) dall'uomo psichico e dall'uomo puramente pneumatico, cioè solo dello spirito.
Il termine "spirito" nacque dai latini, che lo interpretarono sommariamente come il leggero "soffio" di vita (come i termini espirare, spirare), ad indicare, appunto, la vita, intesa proprio come vitalità, dinamicità, vento, respiro, soffio, cioè caratterizzata dalla respirazione aerobica degli esseri viventi più evoluti come l'uomo.
In particolare, il carattere divino del pneuma fu soprattutto legato alla interpretazione della Torah ebraica, dove nel Libro della Genesi Jahvé Dio "soffiò" l'alito della vita (il "soffio sacro", in ebraico il ruah hakodesh) nelle narici di Adamo (vedi anche Spirito Santo).
Paolo di Tarso operò una distinzione fra "cose del soma" (carne/corpo/uomo) e "cose del pneuma" (lo "Spirito"), e affermò una tripartizione della natura personale umana in: soma (corpo), psyché (mente, anima) e pneuma (lo spirito). 

Secondo Pietro apostolo (1 Pietro 1:18-20), lo Spirito Santo Dio parlò per bocca dei profeti e soltanto per Suo tramite le profezie possono essere interpretate in vista di una loro pubblica proclamazione.
Contestualmente, la stessa parola "spirito" venne quindi associata a vita, vitalità, brio, energia esuberante, tanto da indicarne, in estensione, un significato materiale di bevanda alcoolica e relativi effetti (la parola "alcool" infatti deriva dalla parola "spirito", in lingua araba).
Nei secoli prese sempre più forma la differenza semantica del termine "psyche" come la sola "anima" umana, mente e personalità, dal termine "pneuma" per indicare propriamente lo "spirito divino", e cioè la parte profonda, pura, sacra e divina dell'anima stessa.
La pneumatologia filosofica, chiamata poi pneumatica, venne poi ripresa abbondantemente da Leibniz, come la "scienza degli spiriti", o dottrina dello spirito, superiore alla psyche, ed intesa come una ricerca gnostica oltre le anime ed oltre le sostanze semplici.
Il termine pneumatologia poi che si ritrova in Wolff, continuò a indicare lo studio dell'insieme di energie spirituali nell'ambito della psicologia e della teologia naturale, ma nel corso del XVIII e XIX secolo assume significati ancora più specifici.
In Christian August Crusius (1715-1775), la pneumatologia è «la scienza dell'essenza necessaria di uno spirito», mentre per D'Alambert è «la prima parte della scienza dell'uomo» ovvero «la conoscenza speculativa dell'anima umana»
La pneumatologia si legò particolarmente alla nascente psicologia come studio profondo dell'anima umana, e delle sue parti più nascoste. Così accadde soprattutto grazie al teologo e filosofo cristiano Rosmini.

## Teologia cristiana
Nel Cristianesimo la pneumatologia indica la scienza teologica dello Spirito Santo, in relazione alla Trinità e alla storia della salvezza (soteriologia).
Se lo stesso Paolo ed i primi testi biblici neo-testamentari distinsero le "cose del soma" ovvero carne/corpo/uomo, dalle "cose del pneuma" (lo "spirito"), vero è altrettanto che, nel primo cristianesimo la concezione dello stesso "Spirito di Dio", lo Spirito Santo, fu presto indicata anche come lo Spirito di Verità, lo Spirito Consolatore e lo Spirito detto il Paraclito, Paracleto = dal greco para-kaleo = "invoco presso". 
La storia della Chiesa cristiana contiene varie discussioni, che sono servite a definire progressivamente la pneumatologia cristiana, intesa come la dottrina dello Spirito Santo.
La patristica della Chiesa cristiana d'Oriente e d'Occidente fu presto impegnata in un primo dibattito sulla divinità dello Spirito Santo. Dapprima con Ario, che riteneva lo Spirito Santo fosse solo una "creatura", una "entità" o un "angelo primario", e poi coi suoi seguaci, ad esempio la corrente teologica del Macedonianismo, o detto anche Pneumatomachia di Macedonio di Costantinopoli (360), la quale  sosteneva che lo Spirito Santo non fosse a pari dignità gerarchica rispetto al Padre e al Figlio nella Trinità (questa fu ritenuta una eresia nel Primo Concilio di Costantinopoli del 381). La pneumatologia fu sviluppata dai Padri Cappadocia. Basilio il Grande scrisse il trattato Sullo Spirito Santo  nel quale, pur non affermandone esplicitamente la divinità, ammette che senza lo Spirito non esiste la Trinità e che Egli è sempre presente nella creazione (Genesi 1,2) e di santificazione. Gregorio di Nissa scrive Sullo Spirito Santo contro i pneumatomachi di Macedonio , nel quale dichiara che il Figlio e lo Spirito Santo partecipano ad ogni opera del Padre, in una totale unità di volontà e operazioni. Gregorio di Nazianzio nell''Omelia 31 afferma esplicitamente che lo Spirito Santo è Dio e procede dal Padre parallelamente al Figlio generato. Le proprietà individuanti le tre divine persone (idiomata) non sono più paternità/filiazione/santificazione, ma ingenerato (Dio Padre)/generato (Dio Figlio)/processione (Spirito Santo Dio).
Ma oltre a questi detrattori, vi furono soprattutto dei grandi sostenitori della potenza divina dello Spirito Santo. Il teologo Atanasio di Alessandria gli attribuì le caratteristiche di immutabilità, trascendenza, capacità di santificare e coinvolgimento nella stessa Creazione. Le interpretazioni dei testi biblici del profeta Elia gli attribuirono sette doni per l'Uomo, mentre Paolo ne elencò nove frutti.
Intorno all'anno mille poi, la pneumatologia si dovette occupare del noto dibattito sul rapporto tra Cristo e lo Spirito Santo, una causa che determinò poi il Grande Scisma. Accesissimo fu, in quei tempi di remota cristianità, il dibattito controverso intorno al filioque, la dottrina attestante la processione dello Spirito Santo dal Padre e dal Figlio, che a tutt'oggi costituisce una delle motivazioni di distanza fra Chiesa d'Oriente e Chiesa d'Occidente. La Chiesa orientale affermò che lo Spirito Santo "procede" solo dal Padre (come indicato nell'avviso originale del Simbolo niceno-costantinopolitano), mentre Agostino di Ippona e  tutta la Chiesa medievale cattolica d'Occidente aggiunse il filioque = e dal Figlio.
Nella Riforma protestante e nella Controriforma europea, il rapporto tra Spirito Santo e Scrittura fu riesaminato. Martin Lutero e Giovanni Calvino ritennero che lo Spirito Santo avesse una certa indipendenza interpretativa delle Sacre Scritture, ma i teologi della Controriforma risposero che fu lo stesso Spirito Santo ad ispirare la Chiesa cattolica come l'autorevole interprete di esse.
Ad oggi, esiste un percorso nella pneumatologia cristiana che parte da una situazione umana, per risalire da essa in una progressiva coscienza di liberazione mediante l'invocazione dello Spirito e la preghiera, e che è appunto la profonda visione pneumatologica dell'essere umano che rinnova se stesso e il mondo per il recupero delle caratteristiche divine ed eterne, attraverso l'azione vivificante e creatrice dello stesso.